# Movimiento para la Protección de los Jubilados, Cesantes y la Gente Pobre
El Movimiento para la Protección de los Jubilados, Cesantes y la Gente Pobre (en búlgaro: Движение за защита на пенсионерите, безработните и социално слабите граждани) es una colectividad política búlgara, fundada en 1996. De ideología socialdemócrata y marxista, es un partido destinado a la protección de los intereses de los más desfavorecidos de la sociedad. Su líder, Hristo Boychev, fue candidato a la presidencia de Bulgaria en 1996.
Para el año 2000, la mayor parte de sus miembros se habían retirado para formar parte de coaliciones políticas de izquierda, como el Partido Socialista Búlgaro.

## Resultados electorales

### Presidenciales
| Año elección | Candidato      | Votos  | Porcentaje votos |
| 1996         | Hristo Boychev | 57.668 | 1,3%             |

Fuente: Spirova, María (2007).